# سوسمار انگشت‌شانه‌ای نیلسون
سوسمار انگشت‌شانه‌ای نیلسون (نام علمی: Acanthodactylus nilsoni) که معمولاً سوسمار انگشت‌خاردار نیلسون نامیده می‌شود، گونه‌ای سوسمار از خانواده سوماران راستین و بومی ایران است.
نام خاص این گونه، nilsoni، به افتخار خزنده‌شناس سوئدی گوران نیلسون (زادهٔ ۱۹۴۸) است.
سوسمار انگشت‌شانه‌ای نیلسون در غرب ایران در استان کرمانشاه یافت می‌شود.